# پالایومتوخو
شهر پیلیومتاچو (به روسی: Παλαιομετοχο) در ناحیه نیکوزیا در کشور قبرس واقع شده‌است. جمعیت این شهر ۴٫۲۸۹ نفر است.